# Hnědásek
Hnědásek je české společné jméno pro rody motýlů z čeledi babočkovitých z podčeledi babočky a tribu hnědásci. Jméno hnědásek nesou tyto rody:

## Rody vyskytující se v přírodě ČR
- rod Euphydryas Scudder, 1872
  - hnědásek chrastavcový Euphydryas aurinia (Rottemburg, 1775)
  - hnědásek osikový Euphydryas maturna (Linnaeus, 1758)

- rod Melitaea Fabricius, 1807
  - hnědásek černýšový Melitaea aurelia Nickerl, 1850
  - hnědásek diviznový Melitaea phoebe (Den. & Schiff., 1775)
  - hnědásek jitrocelový Melitaea athalia (Rottemburg, 1775)
  - hnědásek jižní Melitaea trivia (Den. & Schiff., 1775)
  - hnědásek kostkovaný Melitaea cinxia (Linnaeus, 1758)
  - hnědásek květelový Melitaea didyma (Esper, 1778)
  - hnědásek podunajský Melitaea britomartis Assmann, 1847
  - hnědásek rozrazilový Melitaea diamina (Lang, 1789)[1][2][3]

## Rody žijící mimo území ČR
- Anthanassa Scudder, 1875
- Antillea Higgins, 1959
- Atlantea Higgins, 1959
- Castilia Higgins, 1981
- Dagon Higgins, 1981
- Eresia Boisduval, 1836
- Gnathotriche Felder & Felder, 1862
- Higginsius Hemming, 1964
- Chlosyne Butler, 1870
- Janatella Higgins, 1981
- Mazia Higgins, 1981
- Microtia Bates, 1864
- Ortilia  Higgins, 1981
- Phyciodes Hübner, 1819
- Phystis Higgins, 1981
- Poladryas Bauer, 1961
- Tegosa Higgins, 1981
- Telenassa Higgins, 1981
- Texola Higgins, 1959
- Tisona Higgins, 1981
- Tisonia Higgins, 1981[1][2]